# Кармен, Лазарь Осипович
Лазарь Осипович Кармен (настоящая фамилия Корнман, в более поздние годы Лазарь Иосифович Коренман; в записи о рождении старшего сына — Лейзор Иось-Берович Коренман; 1876, Теофиполь, Староконстантиновский уезд, Волынская губерния — 1920, Одесса) — русский писатель и поэт.

## Биография
Родился 14(26) декабря 1876 года (по другим источникам, в апреле 1876 года) в семье теофипольского мещанина Иось-Бера Михелевича Коренмана (1834 — 5 февраля 1910, Одесса), впоследствии служащего торговой фирмы, и Матильды Коренман (ум. 3 мая 1912 в Выборге). В сохранившейся записи о рождении старшего сына в 1906 году Лазарь Кармен как и его отец числился теофипольским мещанином. Дед и бабушка — Мехель Абрамович Корнман (1812—?) и Хана Корнман (1814—?), проживали в Теофиполе.
По данным биографического словаря «Русские писатели», первая проба пера состоялась в 1892—1893 годах, когда Лазарь Кармен сам издавал журналы «Эхо Одессы» и «Ракета»; журналы были заполнены собственными стихами и статьями. Согласно другим источникам, карикатурно-юмористический сборник «Ракета» был издан в 1896 году. В 1894 году дебютировал стихами и сатирическими заметками «Мои наблюдения» в одесском литературном журнале «На суше и на море» под собственной фамилией Лазарь Корнман (под этой же фамилией указывается в ряде других ранних публикаций и в списках членов Литературно-артистического общества на 1902 и 1903 годы, в более поздние годы — Коренман). Уже в следующем году вышла его первая книжка очерков и рассказов «Шестая палата» (1895), в 1900 году — сборник «В родном гнезде». Одновременно он служил приказчиком в магазине железных товаров.
В 1901 году вышел его сборник «Дикари», в который вошли 17 рассказов из жизни одесского быта и социальных низов. Эта книга приобрела популярность в Одессе и за её пределами, была переведена на немецкий язык; за ней последовали сборники «Маяк», «Жизнь одесских приказчиков», «Стон татарки», «Ответ Вере», «Дорогие аплодисменты», «Кусочек сна», «Кирпичница Мотя». Кармен сотрудничал в «Южном обозрении», «Одесском листке», «Народе», «Одесских новостях». Его рассказы публиковались в столичной периодике («Русское богатство» и «Мир божий», массовые еженедельники «Нива» и «Пробуждение»).
К 1904 году Кармен уже обладал огромной популярностью как «одесский Горький», как заступник «униженных и оскорбленных». В конце сентября этого года покончил с собой 19-летний учащийся еврейского ремесленного училища «Труд», утопился в море, оставив только тоскливые стихи и письмо, адресованные сотруднику «Одесских новостей» господину Кармену. Кармен прочел и… отправился на пароходе в Палестину. Оттуда он привез рассказы о еврейских детях поселений, дочерна загорелых и полных дикой энергии, презирающих опасность и не знающих тоски. Он искал альтернативный путь для «грезящих о возвышенном» бедных еврейских юношей, но… Но для него самого этого пути не было. Пусть он не спорил с Жаботинским, хотя, наверное, вместе с Чуковским жалел о том, что искрометный и иронический блеск оригинальных по форме и манере фельетонов Altalen’ы принесен в жертву палестинофильскому и сионистскому пути, но для себя решил точно: никакого особого пути для еврейских юношей, только идея общечеловеческого счастья, только идея социалистического преобразования жизни!
В 1906 году Лазарь Кармен переехал с семьёй в Санкт-Петербург, где жил его младший брат Давид Осипович Коренман. Не имея права на жительство в столице, жил в пригородах, часто переезжая с места на место. В 1918 году его здоровье ухудшилось (у него была диагностирована опухоль средостения) и он вернулся в Одессу. Ранее публиковавшиеся в красноармейской газете «Красная звезда» рассказы вошли в его последний сборник «Под красной звездой» (1919) о первых месяцах советской власти в Одессе. Работал в школьно-курсовой секции политуправления на улице Пушкинской, 5, где проводил детские экскурсии в порт. После занятия города деникинцами написал два сценария — «Растоптанное гнездо» (из жизни художников) и «Яшка-скакун» (на дне Одессы), которые в октябре 1919 года приобрела для постановки одесская кинофабрика К. Борисова. 21 декабря 1919 года был арестован для дознания и освобождён в тот же день. Жил в Воронцовском переулке, № 8.
Лазарь Осипович Кармен умер 16 апреля 1920 года в «народной санатории имени тов. Свердлова» (на Канатной улице, 27) — похоронен на Втором еврейском кладбище на Черноморской дороге. В период сноса Второго еврейского кладбища в 1974—1978 годах, могильный памятник ему установили на Втором Христианском кладбище Одессы.

### Семья
- Жена (с 1903 года) — Дина Львовна Коренман (в девичестве Дына Арье-Лейбовна Лейпунер; 7 марта 1882, Сейны[10] — 1938, Москва)[11][12]. Под псевдонимом «Дина Кармен» выходили её переводы художественной прозы с идиша, в том числе сборник рассказов Давида Бергельсона («Джиро-Джиро», «В день будний», «Гражданин Бренер», с Исааком Бабелем, М.: Журнально-газетное объединение, 1936).
  - Сын — Роман Лазаревич Кармен[13], кинодокументалист.

## Книги
- Шестая палата Архивная копия от 11 января 2021 на Wayback Machine, Одесса, 1895;
- В родном гнезде. (Из мира «дикарей» Одесского порта). Архивная копия от 9 января 2021 на Wayback Machine, Одесса, 1900;
- Дикари Архивная копия от 9 января 2021 на Wayback Machine, Одесса, 1901;
- Маяк Архивная копия от 9 января 2021 на Wayback Machine, Одесса, 1902;
- Дети-глухари Архивная копия от 9 января 2021 на Wayback Machine, Одесса, 1902;
- Дорогие аплодисменты Архивная копия от 9 января 2021 на Wayback Machine, Одесса, 1903;
- Жизнь одесских приказчиков Архивная копия от 10 января 2021 на Wayback Machine, Одесса, 1903;
- Кусочек сна Архивная копия от 9 января 2021 на Wayback Machine, Одесса, 1903;
- Ответ Вере. Одна из многих Архивная копия от 9 января 2021 на Wayback Machine, Одесса, 1903;
- Слёзы Банабака Архивная копия от 10 января 2021 на Wayback Machine, Одесса, 1903;
- Стон татарки. Божки китайца, Одесса, 1903;
- Рассказы, Одесса, 1903;
- Берегитесь! (Доброе слово к женщинам) Архивная копия от 9 января 2021 на Wayback Machine, Одесса, 1904;
- Проснитесь! (Доброе слово к обитательницам «весёлых домов» и «одиночкам») Архивная копия от 9 января 2021 на Wayback Machine, Одесса, 1904;
- На дне Одессы, Одесса, 1904;
- За что?! Архивная копия от 10 января 2021 на Wayback Machine, СПб., 1906;
- Потёмкинские дни. Разгром «Старого порта» Архивная копия от 9 января 2021 на Wayback Machine, СПб., 1907;
- Рассказы, т. I Архивная копия от 9 января 2021 на Wayback Machine, СПб., 1910;
- Дети набережной. (Из жизни Одесского порта) Архивная копия от 10 января 2021 на Wayback Machine, СПб., 1912;
- Под красной звездой, Одесса, 1919;
- К солнцу Архивная копия от 10 января 2021 на Wayback Machine, М., 1923;
- Рассказы о пятом годе, изд. «Библиотеки Огонька», М., 1925;
- Накануне, Сб. рассказов, М., 1927.
- Львов-Рогачевский В., Предисловие к «Накануне»; Сверчков Дм., Предисловие к книге: «Рассказы о пятом годе». Рецензии на «Накануне», «Красная новь», 1927, V (Н. Тиц); «Октябрь», 1927, VI (Н. Ларионов).